# Warriors Orochi
Warriors Orochi est un jeu vidéo d'action disponible sur les plates-formes PSP, Xbox 360, PS2 et PC. Développé par Koei et sorti en 2007, ce jeu est un mélange de la série Dynasty Warriors et celle de Samurai Warriors.

## Scénario
Un démon nommé Orochi traverse l'espace temps et décide de fusionner les univers des Trois Royaumes et l'époque Sengoku. Il va devoir vaincre les 77 personnages provenant de ces deux mondes.

## Accueil
| Warriors Orochi |      |                                     |
| Média           | Pays | Notes                               |
| Gamekult        |      | 5/10 (Xbox 360)                     |
| GameSpot        |      | 5/10 (Xbox 360)4/10 (PSP)5/10 (PS2) |
| IGN             |      | 6/10 (PS2)                          |
| Jeuxvideo.com   |      | 10/20 (PS2)10/20 (Xbox 360)         |

Logan, du site Jeuxvideo.com a testé la version PS2. Il souligne que le scénario du jeu manque d'originalité mais apprécie le grand nombre de personnage car chacun possède sa propre technique de combat. De plus, comme il est maintenant possible de basculer entre trois personnages à tout moment de l'aventure, ceci confère aux rixes un côté moins monotone. Le jeu a comme inconvénient la mauvaise disposition des caméras, des combats brouillons, une intelligence artificielle presque inexistante et une médiocre qualité graphique.